# Капријано (Монца и Бријанца)
Капријано је насеље у Италији у округу Монца и Бријанца, региону Ломбардија.
Према процени из 2011. у насељу је живело 2296 становника. Насеље се налази на надморској висини од 316 м.